# Wakibiki
I Wakibiki ( 脇引), anche Waki-biki, erano una componente di rinforzo all'armatura giapponese. Si trattava di tamponi di stoffa corazzata in ferro (maglia, scaglia, piastra o una combinazione di tutte e tre le tipologie) deputata alla protezione dell'ascella. Venivano calzati solitamente sotto alla corazza dō per coprire il varco lasciato dalle maniche corazzate kote e le piastre laterali watagami della corazza. Potevano essere realizzate come pezzi singoli da portarsi a coppia o come un unico elemento congiunto da una banda di maglia (kusari wakibiki). Il fissaggio degli wakibiki avveniva attraverso bottoni (botan-gake), ganci (kohaze-gake) o corde (himo-tsuki).
Assemblati con imbottiture per la spalla ed un rinforzo a protezione del collo, i wakibiki costituivano la componente di rinforzo chiamata Manju no wa.

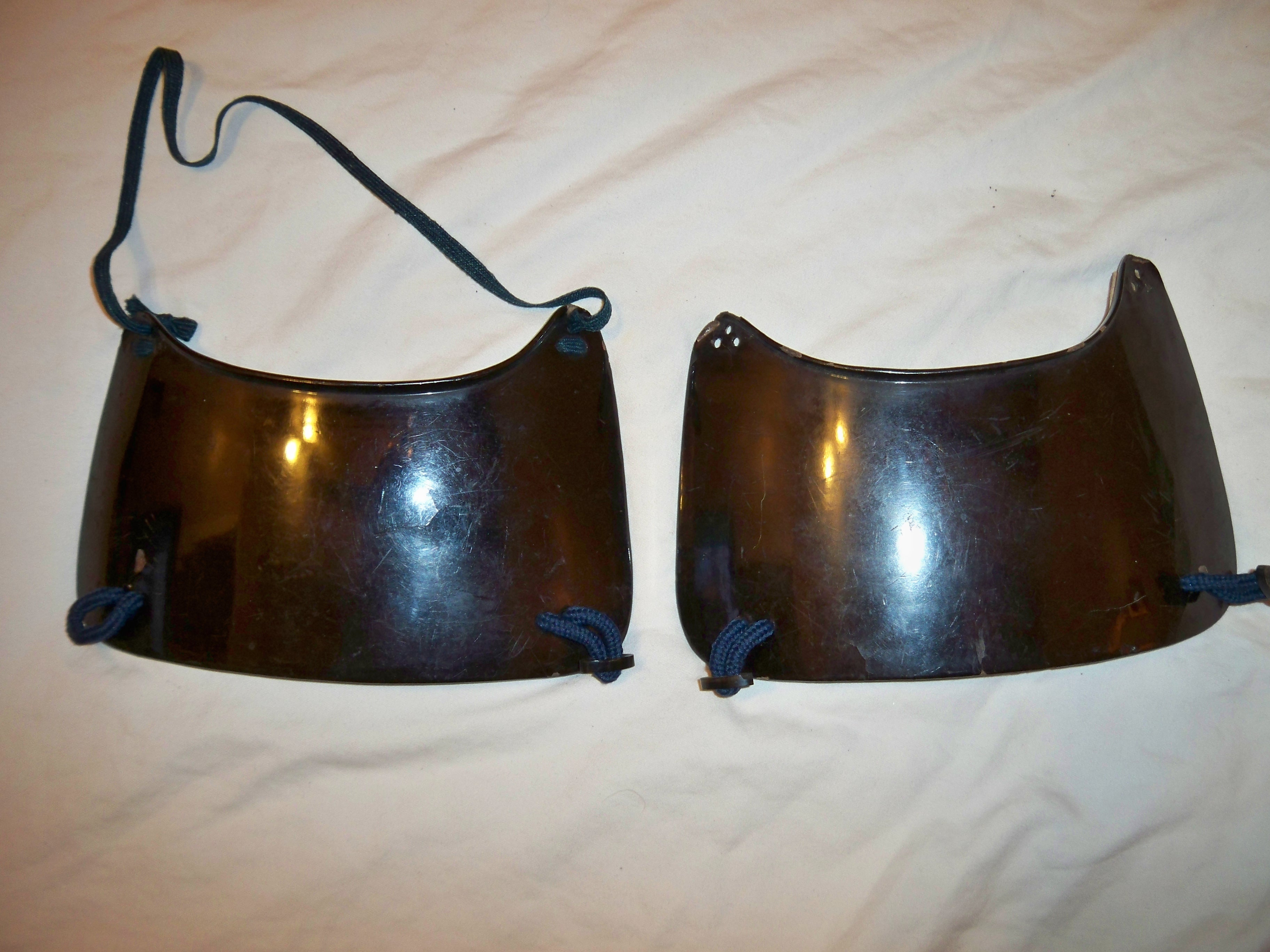
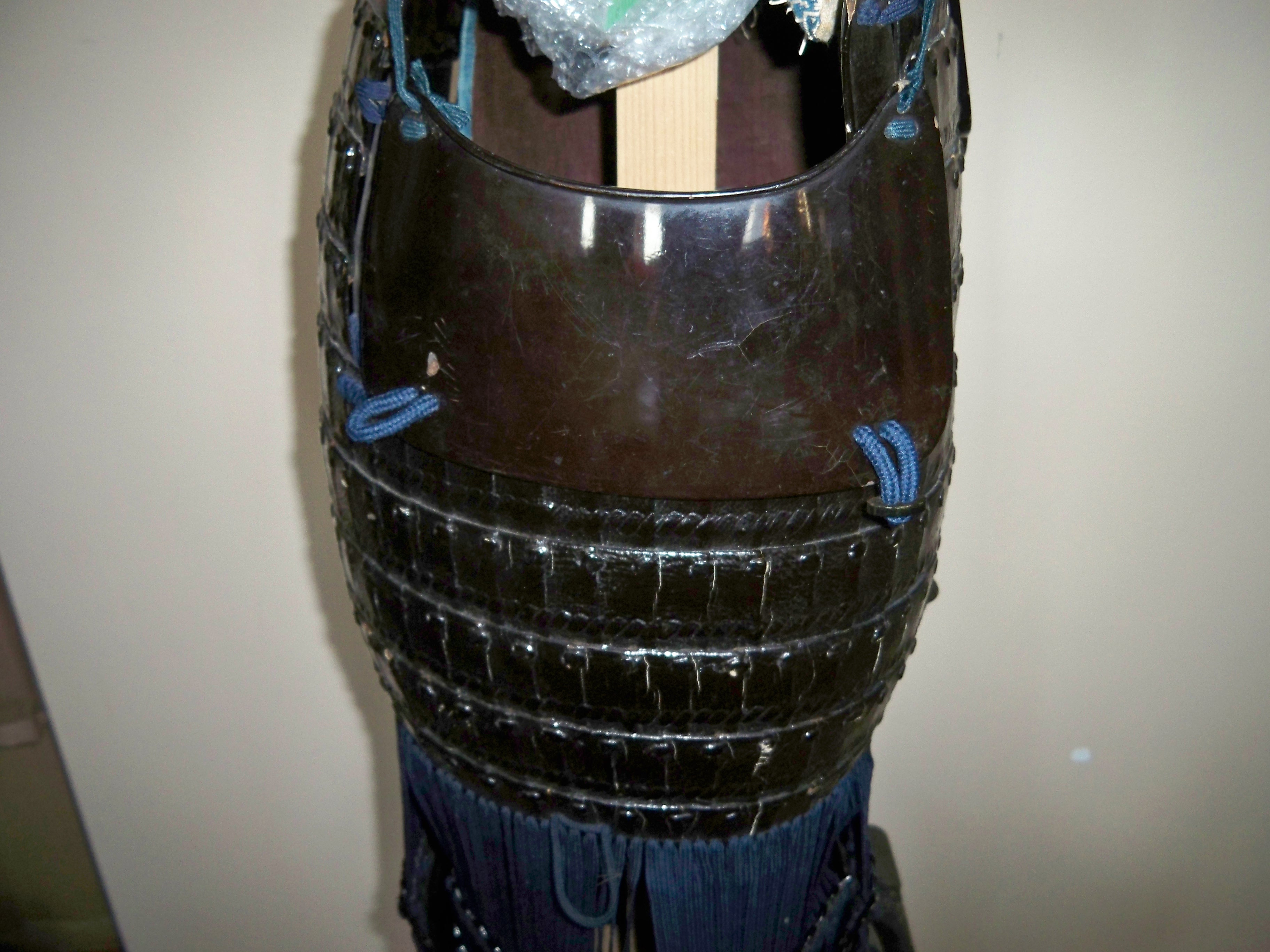
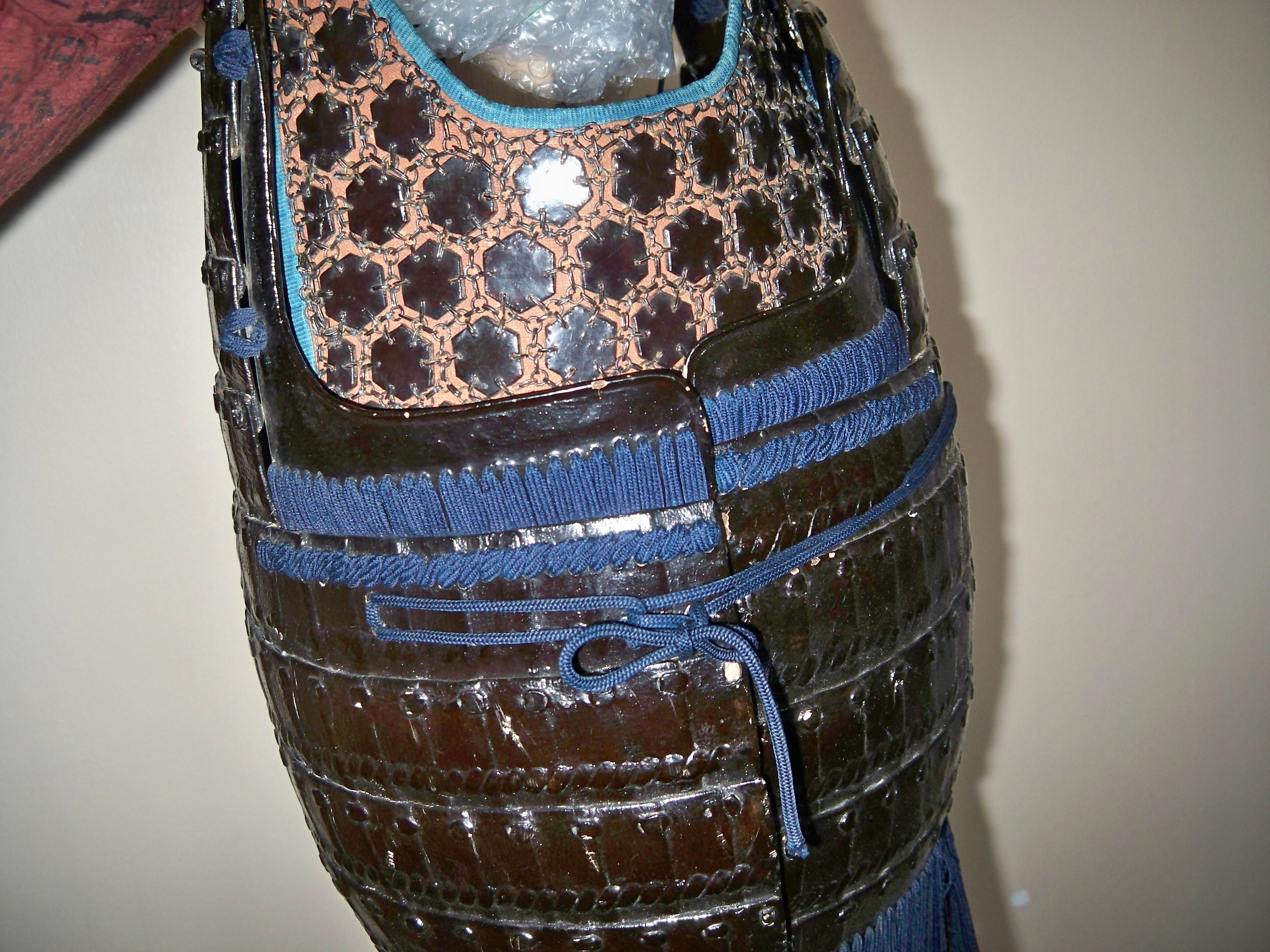